# Caisse des comptes courants
La Caisse des comptes courants (ou de comptes courants)  est une banque française fondée en juin 1796 à partir des reliquats de la Caisse d'escompte qui avait été liquidée en 1793. Elle fusionna avec la Banque de France en février 1800.

## Fondation

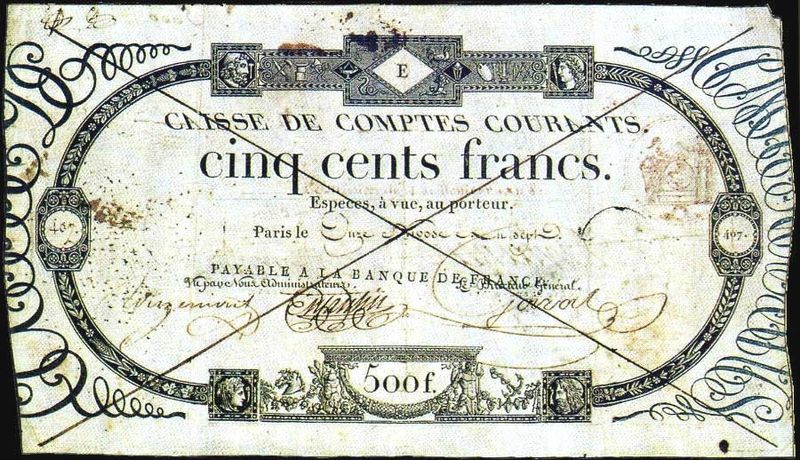
Billet de 500 francs émis par la Caisse en novembre 1800, échangeable à la Banque de France, à comparer avec le 500 francs Germinal.

Avec la Caisse d'escompte du commerce (fondée en novembre 1797), la Banque territoriale (fondée en avril 1799), le Comptoir commercial, appelé aussi la « Caisse de Jabach » (fondée fin 1800), la Caisse des comptes courants est l'une des quatre grosses banques fondées sous le Directoire, ouvertes au public et participant à la réorganisation financière du pays, tandis que se profilait déjà la création de la Banque de France. 
Trois ans après la faillite de la Caisse d'escompte, deux négociants Augustin Monneron et Jean Godard créent une nouvelle banque d’escompte le 29 juin 1796 appelée Caisse des comptes courants.

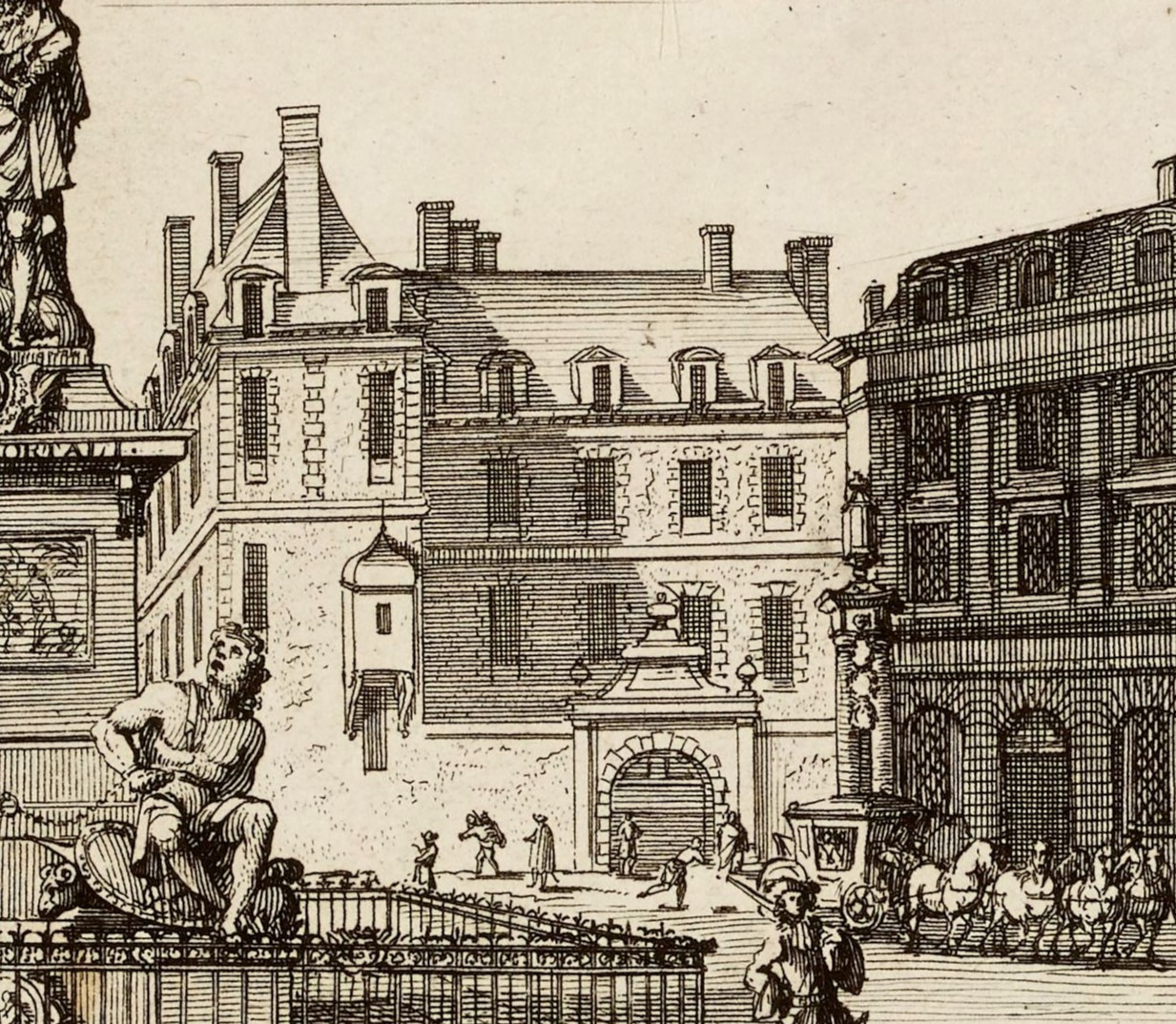
L'hôtel de Massiac, siège de la Caisse des comptes courants de 1796 à 1800, puis siège de la Banque de France jusqu'à son déménagement en 1811 dans l'hôtel de Toulouse.

Première d'une longue série de banques commerciales, la société s’installe à l’hôtel Massiac, qui appartient à Godard, et qui se situe place des Victoires, dans les anciens bureaux de la Compagnie des Indes, d’où son surnom de « Caisse Massiac ». En août, la Caisse rachète pour 200 000 francs l'immeuble à Godard.
Le capital est de 5 millions de livres divisé en mille actions et Augustin Monneron est nommé directeur général.
Parmi les fondateurs et premiers souscripteurs, on compte des banquiers comme Louis Monneron (le frère d'Auguste), Jean-Frédéric Perregaux, Le Couteulx, Pierre-Laurent Hainguerlot, Pierre-Léon Basterrèche et Jubié (de la banque Jubié, Basterrèche et Cie), Joseph Fulchiron et Charles-Louis Bignan (de Lyon), les frères Worms bientôt rejoint par Médard Desprez, Beer Léon Fould, Girardot, Dominique André, Jacques-Rose Récamier, Carié-Bézard, Charles-Martin Doyen, Alexandre Barrillon, Jean-Charles Davillier, Jacques-Aimé-Gabriel Fulchiron (frère aîné de Joseph), mais aussi des négociants comme Georges-Antoine Ricard et les Dolfuss de Mulhouse, soit 23 actionnaires.
Il est à noter que la plupart de ces souscripteurs se retrouveront au Conseil des régents de la future Banque de France.

## Fonctionnement
Au mois d'août 1796, la Caisse publie un prospectus résumant ses activités :« Des actions ont été prises, des lettres de change ont été escomptées, des dépôts ont été reçus, des comptes ont été ouverts, des mandats sur la Caisse de Comptes Courants circulent ». La Caisse, essentiellement parisienne, se défie de toute forme d'agiotage et promet des bénéfices raisonnables, non spéculatifs. Le taux fixé pour l’escompte était de 0,5 % par mois (6 % l’an), soit trois à six fois moindre que sur le marché.
En novembre 1796, la Caisse décide d'émettre un papier « libre et réalisable à volonté » ; elle fait donc imprimer 8 millions de francs sous la forme de coupures de 500 francs et 1 000 francs, qui servent dans les règlements entre négociants. Il s'agit de billets de banque au sens littéral mais réservés à un usage interprofessionnel et parisien de surcroit ; on les appelle en fait du « papier de banque ». La moitié de ces émissions est garantie par le volume des dépôts de clients en numéraires (or et argent), ce qui présente un avantage par rapport à l'assignat en pleine déréliction. 

## L'incident Monneron
Le 15 novembre 1798, Monneron prend la fuite, emportant près de 2,5 millions de francs. La Caisse traverse cette crise qui dure deux mois sans difficulté apparente, sous la direction générale de Martin Garat, publiant le 18 novembre 1798 un rapport d'audit certifiant que tous ses billets sont échangeables à hauteur de près de 14 millions et affichant un bénéfice de plus d'un million. En réalité, la Caisse d'escompte du commerce lui est venue en aide. Le 30 décembre, sont votés les nouveaux statuts de la Caisse, qui devient une société en commandite par actions. Le 26 mars 1799, les autres frères Monneron remboursèrent l'argent prélevé par Auguste. La situation était donc on ne peut plus assainie.

## La fusion
Un certain climat d'incertitude flotte sur les comptes de la Caisse durant le deuxième semestre de l'année 1799 : le niveau d'escompte connaît une surchauffe. D'autre part, la Caisse souhaite se développer en province mais le projet se heurte aux volontés des créateurs de la toute jeune Banque de France. Le 6 janvier 1800, les administrateurs de la Caisse reçurent une première proposition verbale par l’entremise d'Alexandre Barrillon et de Jean-Pierre Germain concernant un projet de fusion avec la Banque de France qui peut ainsi asseoir son pouvoir sur Paris et associer de gros banquiers et négociants.
Le projet est voté puis entériné le 20 février : la Banque de France promet de faire circuler les papiers de la Caisse sur tout le territoire ; elle propose un échange de ses actions contre celles de la Caisse sur la base de 5 actions contre 1. 
37 actionnaires de la Caisse s'ajoutèrent à ceux de la Banque de France qui grossit ainsi son capital.